# Les Petites-Loges

Les Petites-Loges este o comună în departamentul Marne, Franța. În 2009 avea o populație de 450 de locuitori.